# Mazarrón
Mazarrón ist ein Ort in Spanien. Er befindet sich an der Mittelmeerküste im Südosten des Landes in der Region Murcia zwischen der autonomen Region Valencia und Andalusien.

## Lage
Mazarrón liegt in der gleichnamigen Bucht von Mazarrón zwischen dem Cabo Tiñoso und dem Cabo Cope. Der Ort besitzt einen Fischerhafen, zwei Jachthäfen, und einen großen Sandstrand (35 km) mit Palmenpromenade und geschützten Buchten. Das bis zu 600 m hohe bergige Hinterland grenzt den etwa 2,5 km von der Küste entfernten Ort im Norden ab. Das Ortszentrum von Mazarrón liegt einige Kilometer von der Küste entfernt, die Ortsteile Puerto de Mazarrón und Bolnuevo liegen direkt an der Küste.

## Bevölkerung
Diese Gemeinde hat 13 Städte und Dörfer. Dies sind Mazarrón, das in der südlichen Hälfte liegt und von 12.478 Menschen bewohnt wird; Puerto de Mazarrón, im Süden gelegen und Heimat von 10.253 Menschen; Saladillo, in der nördlichen Hälfte und mit einer Bevölkerung von 3.086; Ifre-Cañada de Gallego, im Südosten gelegen und mit 1.194 Einwohnern bewohnt; In Balsicas im Osten leben 1.174 Menschen; Moreras (einschließlich Bolnuevo) liegt in der südlichen Hälfte und wird von 1.034 Menschen bewohnt; Garrobo in der nördlichen Hälfte hat 475 Einwohner; In Leiva, im südwestlichen Viertel, leben 306 Menschen; Majada im Osten wird von 200 Menschen bewohnt; Ifre-Pastrana, im Südwesten gelegen und von 456 Menschen bewohnt; Gañuelas im Nordwesten hat 75 Einwohner; Rincones liegt in der östlichen Hälfte und beherbergt 27 Einwohner, Mingrano im Osten mit 23 Einwohnern.

### Demografie
36,98 % der Einwohner sind Ausländer – 11,29 % stammen aus anderen Ländern Europas, 12,94 % sind Afrikaner, 4,27 % sind Amerikaner und 167 Asiaten leben dort.

## Geschichte
Felsmalereien in der Umgebung zeugen von einer vorgeschichtlichen Besiedelung. Zudem beweisen Bauwerke aus der Römerzeit, arabische Befestigungsanlagen, Kirchen aus der romanischen und gotischen Epoche eine abwechslungsreiche historischer Bedeutung.
Vor der Küste hat man auch Wracks phönizischer Schiffe gefunden.

### Vorgeschichte
Die ältesten bekannten Daten über das Gebiet der heutigen Gemeinde stammen aus dem Mittel- und Jungpaläolithikum. Es gibt einige archäologische Stätten wie eine in der Permera-Höhle, eine andere in der Schlucht Los Tollos, eine mit dem Namen La Peñica und eine mit dem Namen Las Palomas. Die beiden letzten befinden sich auf dem Hügel Cabezo del Faro.
Die Überreste dieser Stellen bestehen aus Material im Zusammenhang mit hergestellten Werkzeugen wie Feuerstein-Speerspitzen, Schabern, Racloirs und Hammersteinen. Es gab auch andere, die mit rituellen Bestattungen zu tun hatten. Als die Vereisungen endeten, entwickelten sich Organisationen prähistorischer Gemeinschaften.
Als die Sesshaftigkeit auftrat, entstanden einige Materialien wie Keramik und einige Strukturen wie die ersten megalithischen Grabstätten in der Palomarico-Höhle und der Caballo-Höhle.
Im Hinblick auf die Chalkolithikum- und Bronzezeit in dieser heutigen Gemeinde kann ein prähistorischer Weiler in einem lokalen Gebirgszug namens Sierra de las Moreras erwähnt werden. An diesem antiken Ort befindet sich ein Friedhof, aber heutzutage bestehen die einzigen Überreste dieser Nekropole aus einem kreisförmigen megalithischen Tumulus.
Es gibt auch andere Stätten, die mit diesen Epochen in Verbindung stehen, wie Ifre und La Ciñuela, von denen sich eine auf einem Hügel namens Cabezo Negro befindet und eine andere an einem Strand namens Playas de Calnegre. Diese haben argarischen Ursprung.
Im Hinblick auf die Eisenzeit war die Anwesenheit der Phönizier in diesem Gebiet von Bedeutung. An den Stränden von Mazarrón wurden zwei phönizische Schiffe entdeckt. Diese Tatsache machte Mazarrón zu einem attraktiven Ort im Zusammenhang mit der Unterwasserarchäologie.
Die Hauptaktivitäten dieser Zivilisation in diesem Gebiet waren mit dem Bergbau verbunden. In diesem Land erkannten diese Menschen die vielfältigen Möglichkeiten, insbesondere die Fischerei und den Klempnerbergbau. Der Vorkommen dieses Minerals war im Laufe der Geschichte dieser heutigen Gemeinde konstant und das Mineral war eine Hauptressource für die Bergbauaktivitäten in Mazarrón.
Phönizier waren es, die Klempner in dieser Gegend einführten, aber keine ausgedehnten Siedlungen errichteten. Eine bemerkenswerte Tatsache dieser Zivilisation ist der Fortschritt im Schiffbau.
In dieser Zeit gab es auch hellenische Präsenz, aber ihr Einfluss in Mazarrón war geringer als der phönizische. Dennoch legten sie auch Handelsrouten fest, die sich auf dieses Dorf auswirkten.
Einige Jahrhunderte nach den Phöniziern und Griechen gab es in diesem Gebiet eine iberische Präsenz, die jedoch nur wenige Spuren hinterließ.

### Alte Geschichte
Von 211 bis 209 v. Chr. gab es einen Krieg zwischen den Römern und den Puniern von Karthago, der Zweite Punische Krieg genannt wurde. Im Jahr 209 eroberten die Römer den heutigen spanischen Ort Cartagena (der damals Qart-Hadast hieß) und gewannen den Krieg. Ein großer Teil der Iberischen Halbinsel geriet unter römische Kontrolle und ihr Südosten wurde einbezogen, so dass auch die heutige Gemeinde Mazarrón von dieser Tatsache betroffen war.
Als die Römer Gebiete auf der Iberischen Halbinsel eroberten, ließen sie in diesem Gebiet eine Stadt namens Ficaria nieder.
Zu dieser Zeit war der Bergbau auf dem Gebiet der heutigen Gemeinde Mazarrón sehr wichtig. In diesem Bereich gibt es Überreste der Anwesenheit des römischen Volkes wie Wohn- und Objektreste. Eine bemerkenswerte archäologische Stätte im Zusammenhang mit den Römern ist die Villa del Alamillo. Es gibt auch Überreste von Marmorstatuen der römischen Göttin Ceres.
Die Römer bauten Strukturen zur Herstellung einer typisch römischen Soße namens Garum. Es bestand aus fermentierten Fischeingeweiden (insbesondere aus Makrelen).

### Mittelalter und Frühe Neuzeit
Im Jahr 711 n. Chr. kam es zu einer muslimischen Eroberung eines großen Teils der Iberischen Halbinsel, insbesondere durch eine islamische Berber-Eroberungsgruppe. Folglich wurde Mazarrón Teil von Al-Andalus, dem Gebiet auf der Iberischen Halbinsel, das unter muslimischer Regierung und Kontrolle stand und auch eine Provinz des Umayyaden-Kalifats war.
Aufgrund der Reconquista wurde das Gebiet völlig unbewohnt. Zu dieser Zeit war Mazarrón Teil des Conciliiums (einer Regierungsinstitution der damaligen Zeit) von Lorca. Ein wichtiges Bauwerk aus dieser Zeit ist das Schloss Vélez.
Am 1. August 1572 gewährte König Philipp II. von Spanien Mazarrón den Status einer Villa (einen Ortsstatus in dieser Zeit). Seitdem war es für Mazarrón vermeidbar, einen eigenen Stadtrat zu gründen, und seine Zeit als Gemeinde (die auch heute noch besteht) begann.
Der Bergbau war in dieser Zeit wie traditionell eine wirtschaftliche Aktivität und in der Folge kam es zu einem wirtschaftlichen Aufschwung.
In dieser Zeit herrschte neben dem wirtschaftlichen Aufschwung auch Unsicherheit im Gebiet aufgrund des Eindringens und der Angriffe von Piraten. Infolgedessen wurden in der Gemeinde einige Türme gebaut.
Ab dem 18. Jahrhundert erlangte die Fischerei eine mäßige Bedeutung und in früheren Perioden gab es diese Fischereibedeutung nicht. Diese Bedeutung hat auch heute noch Bestand. Die Krone und andere Institutionen begannen, diese Aktivität zu fördern. Eine weitere wirtschaftliche Aktivität, die in diesem Jahrhundert begann, ist der Alauntransport.
Als Folge dieser wirtschaftlichen Aktivitäten stieg der Bedarf an Wohnbauten an der Küste. Allerdings gab es in dieser Gegend vor dem 19. Jahrhundert keine bedeutende Stadt.

### Spätmoderne und zeitgenössische Ära
Auch im 19. Jahrhundert war der Bergbau weiterhin aktiv und erlebte einen Aufschwung. Dieser Bergbauansturm erreichte in den 1840er Jahren seinen Höhepunkt und der Bergbau wurde gesetzlich begünstigt. Dieser Höhepunkt im Bergbau führte zu Fortschritten in der Umwelt, vielen Investitionen, viel Einwanderung, elektrischer Straßenlaterne, Eisenbahnen, wichtigen Gebäuden, Bergmannskrankenhäusern usw.
Aufgrund der Erschöpfung der Bergbauressourcen zu Beginn des 20. Jahrhunderts geriet die Gemeinde in einen Niedergang. Die sich verschlechternde Situation, in der es sogar zu Hungersnöten kam, hing eng mit der politischen und sozialen Situation des gesamten Landes zusammen.
Die Krise der Gemeinde hat einige Symptome wie den Rückgang der Einwohnerzahl: Im Jahr 1900 lebten dort 23.284 Menschen und 63 Jahre danach betrug die Einwohnerzahl 17.630. In diesen Jahren versuchten die Menschen im Dorf einfach zu überleben und ausländisches Kapital wurde nicht mehr in Mazarrón investiert. Diese letzte Tatsache verdeutlichte die Krise.
Mazarrón begann, die Rezessionssituation zu überwinden, da sich die Wirtschaftstätigkeit auf andere Gebiete konzentrierte und diesem Gebiet seine heutigen Merkmale verleihen würde. Im Laufe des 20. Jahrhunderts verlagerte die Gesellschaft ihre wirtschaftlichen Aktivitäten vom Bergbau auf Landwirtschaft, Baugewerbe und Tourismus.

## Wirtschaftswachstum
Was den Primärsektor betrifft, so sind die Hauptaktivitäten, die in der Gemeinde ausgeübt werden, Landwirtschaft und Fischerei. 21,9 % der Fläche werden für den Anbau genutzt. Die am häufigsten angebauten Produkte sind Tomaten und Gurken. Gewächshäuser sind recht häufig. Die wichtigsten gefangenen Meeresarten sind Sardinen und Garnelen. Aufgrund des Tourismus in Mazarrón hat der Dienstleistungssektor in der Region einen hohen Stellenwert. Im Jahr 2013 entsprachen 44,97 % der Vereinbarungen dem Agrarsektor und 52,39 % der Arbeitnehmer waren als Arbeiter beschäftigt. Im Servicebereich lagen 51,05 % der Vereinbarungen vor, 15,18 % entsprachen dem Kellnerberuf.

## Regierung
Wie allgemein in Spanien werden die Gouverneure von Mazarrón indirekt aus den Stimmen der politischen Parteien gewählt, die alle vier Jahre am Wahltag der Gemeinde und der Autonomen Gemeinschaft stattfinden.[26] Die Gouverneure bilden das Pleno (ein Regierungsorgan), das in Mazarrón 21 Mitglieder hat. Der Alcalde (Oberhauptgouverneur einer Gemeinde) von Mazarrón wählt sieben Mitglieder aus dem Plenum, um die Junta de Gobierno zu bilden. Der Alcalde und drei weitere Mitglieder gehören der Partei PSOE (Partido Socialista Obrero Español) an, und drei Mitglieder gehören der Partei UIDM (Unión Independiente de Mazarrón) an. Neben den Gouverneuren der Junta de Gobierno sind sieben Partisanen der Partido Popular, zwei Partisanen der Ciudadanos und ein Partisan der Vox Mitglieder des Plenums.

## Transport
Eine Straße mit dem Namen N-332, die Valencia und Vera verbindet, durchquert den Süden der Gemeinde. Eine öffentliche Autobahn namens A-7 und eine private Autobahn namens AP-7 erstrecken sich durch die Gemeinde und sind in der Nähe des Hauptortes zu sehen.
Von Mazarrón und Puerto de Mazarrón aus gibt es Busverbindungen für Fahrten nach Murcia, Cartagena, Alhama de Murcia und Totana.

## Gesundheitseinrichtungen
Mazarrón gehört zum Gesundheitsbereich II, dessen Hauptort Cartagena ist. In diesem Gebiet gibt es zwei mit der Gemeinde verbundene Untergebiete: Mazarrón und Puerto de Mazarrón. Es gibt ein Consultorio (Gesundheitszentrum der Grundversorgung mit weniger Funktionen und weniger Spezialisierung als die Centros de Salud) in Camposol und ein weiteres in La Majada. Ein Centro de Salud (Gesundheitszentrum der Grundversorgung) gibt es in Mazarrón und ein weiteres in Puerto de Mazarrón.

## Bildung
In Mazarrón gibt es vier frühkindliche und primäre Bildungszentren sowie zwei weiterführende Bildungszentren. Puerto de Mazarrón beherbergt drei frühkindliche und primäre Bildungszentren sowie ein weiterführendes Bildungszentrum. In den anderen Ortschaften der Gemeinde befinden sich zwei Zentren für frühkindliche Bildung und Grundschulbildung.[40]
Im Gebiet werden 5 Abschlüsse grundlegender Berufsbildung, 2 Abschlüsse mittlerer Berufsbildung und 1 Grad höherer Berufsbildung unterrichtet. Im Hauptort gibt es auch ein Zentrum für Erwachsenenbildung (CEA).
Es gibt eine Organisation des Stadtrats namens Universidad Popular, in der mehrere Kurse unterrichtet werden. In der Gemeinde gibt es zwei Zentren einer nationalen öffentlichen Organisation für Sprachunterricht mit dem Namen Escuela oficial de idiomas – eines davon befindet sich in Mazarrón und das andere in Puerto de Mazarrón.

## Wichtigste Sehenswürdigkeiten und Touristenattraktionen
Aufgrund ihrer historischen, künstlerischen und kulturellen Werte gibt es einige der bemerkenswertesten Stätten in Mazarrón.
- Cabezo del Plomo-Stätte: Hierbei handelt es sich um eine archäologische Stättengruppe, die auf einem länglichen Hügel liegt. Die Ursprünge dieser Überreste werden in das späte Neolithikum und in das Chalkolithikum datiert. Auf der Hügelkuppe sind ein Wall und einige kreisförmige Hütten erhalten geblieben. Am Fuß dieser Anhöhe befinden sich Überreste einer Grabstätte mit Tholos-Verteilung.
- Standort Punta de los Gavilanes: Das Vorgebirge Punta de los Gavilanes war von der prähistorischen Zeit bis zur Römerzeit besiedelt. Die Hauptpräsenz in Punta de los Gavilanes erfolgte in den ersten Jahrhunderten des 2. Jahrtausends v. Chr. In der ersten Ära wohnten an diesem Ort argarische Menschen. Einige Jahrhunderte später waren die Phönizier auf dieser Halbinsel ansässig und nutzten sie als Handelssiedlung.
- Interpretationszentrum für phönizische Schiffe: In der Nähe eines Strandes namens Playa de la Isla wurden die beiden ältesten phönizischen Schiffe im Mittelmeer gefunden. Eines dieser Boote erhielt den Namen Mazarrón I und die einzigen Elemente, die erhalten geblieben sind, sind der Kiel, einige Balken und einige Planken. Es gibt ein weiteres Boot namens Mazarrón II, das fast vollständig ist.
- Alamillo Villa: Diese archäologische Stättengruppe besteht aus einer Anlage, einem Wasserteich, Überresten eines Aquädukts und Überresten einer Villa. Einerseits ist ein Teil dieses archäologischen Materials auf das 2.-1. Jahrhundert v. Chr. datiert (die Gründung), andererseits gibt es Material aus der Zeit des Römischen Reiches (die Villa, der Teich und das Aquädukt).
- Römisches Miliarium: Ein Miliarium ist eine mittelhohe und ovale oder quaderförmige Säule, die am Rand der römischen Straßen aufgestellt wurde, um alle tausend Passus (römische Maßeinheit) anzuzeigen. Dieses befindet sich in der Stadt Puerto de Mazarrón.
- Römisches Domus aus der De-la-Calle-Ära: Dieses ehemalige Haus wurde auf das 4. und 5. Jahrhundert n. Chr. datiert. Es handelte sich um ein Einfamilienhaus mit einer Fläche von 300 m². Es hatte einen zentralen Innenhof und ein Triklinium. Römische Salzfabrik: Dieses Bauwerk wurde wahrscheinlich im 4. und 5. Jahrhundert n. Chr. hergestellt und genutzt.
- Burg Vélez: Diese Festung liegt im Stadtzentrum von Mazarrón auf einem Hügel.
- Molinete-Turm: Dieses Bauwerk trägt auch den Namen Reyes Católicos-Turm (Torre de los Reyes Católicos). Dabei handelt es sich um einen kreisförmigen Aussichtsturm, der auf einem Hügel in der Nähe der Burg Vélez steht. Es wurde im Jahr 1490 erbaut.
- Turm Santa Isabel: Dieses Gebäude wurde im 16. Jahrhundert erbaut. Ein Grund für die Besiedlung war einerseits die Unsicherheit in diesem Gebiet aufgrund des Eindringens und der Angriffe von Berberpiraten. Andererseits ermöglichte und erleichterte dieser Turm auch Fischerei- und Landwirtschaftsaktivitäten. Dieser Turm steht auf einem Hügel in Puerto de Mazarrón. Im unteren Teil ist es kreisförmig und sein Körper ist leicht kreisrund.
- Kirche San Andrés: Dieses Gebäude wurde von 1523 bis 1549 erbaut, aber im 18. Jahrhundert umgebaut. Ihr architektonischer Stil ist barock, aber diese Kirche hat Mudéjar-Rahmen.
- Kirche San Antonio de Padua: Diese Kirche befindet sich am Fuße des Hügels, auf dem die Burg Vélez errichtet wurde. Der Bau des Gebäudes wurde vom Marquis von Vélez (Marqués de los Vélez) in Auftrag gegeben und in den letzten 50 Jahren des 16. Jahrhunderts fertiggestellt.
- Klosterkirche De la Purísima: Sie wurde im 18. Jahrhundert erbaut und steht an der Stelle einer ehemaligen, in Spanien typischen Art von Psychiatrie, die als Ermita bekannt ist. Der Ursprung seiner Einweihung liegt in einer religiösen Wunderlegende namens El Milagro de la Purísima de Bolnuevo.[58] Alte Alaunfabrik Bergbaugrundstücke von Mazarrón Del Arco-Aquädukt: Das Baudatum ist unbekannt, aber dieses Aquädukt soll im 18. oder 19. Jahrhundert errichtet worden sein.
- Ateneo Cultural: Es wurde kein Dokument über das Datum seines Baus gefunden, aber es ist bekannt, dass es bereits im Jahr 1844 erbaut wurde.
- Altes Rathausgebäude: Dieses Gebäude wurde im letzten Jahrzehnt des 19. Jahrhunderts erbaut und weist einen modernistischen Architekturstil auf.[61] Wasserversorgungseingang in Las Salinas: Diese architektonische Struktur steht im Zusammenhang mit den Salzaktivitäten. Dieses Gebäude wurde im 20. Jahrhundert erbaut.
- Skulptur Sagrado Corazón de Jesús: Die Schaffung dieser Statue wurde im Jahr 1924 abgeschlossen und diese Skulptur wurde im Mai eröffnet. Es wurde während des Spanischen Bürgerkriegs (1936–1939) zerstört und 1952 restauriert.

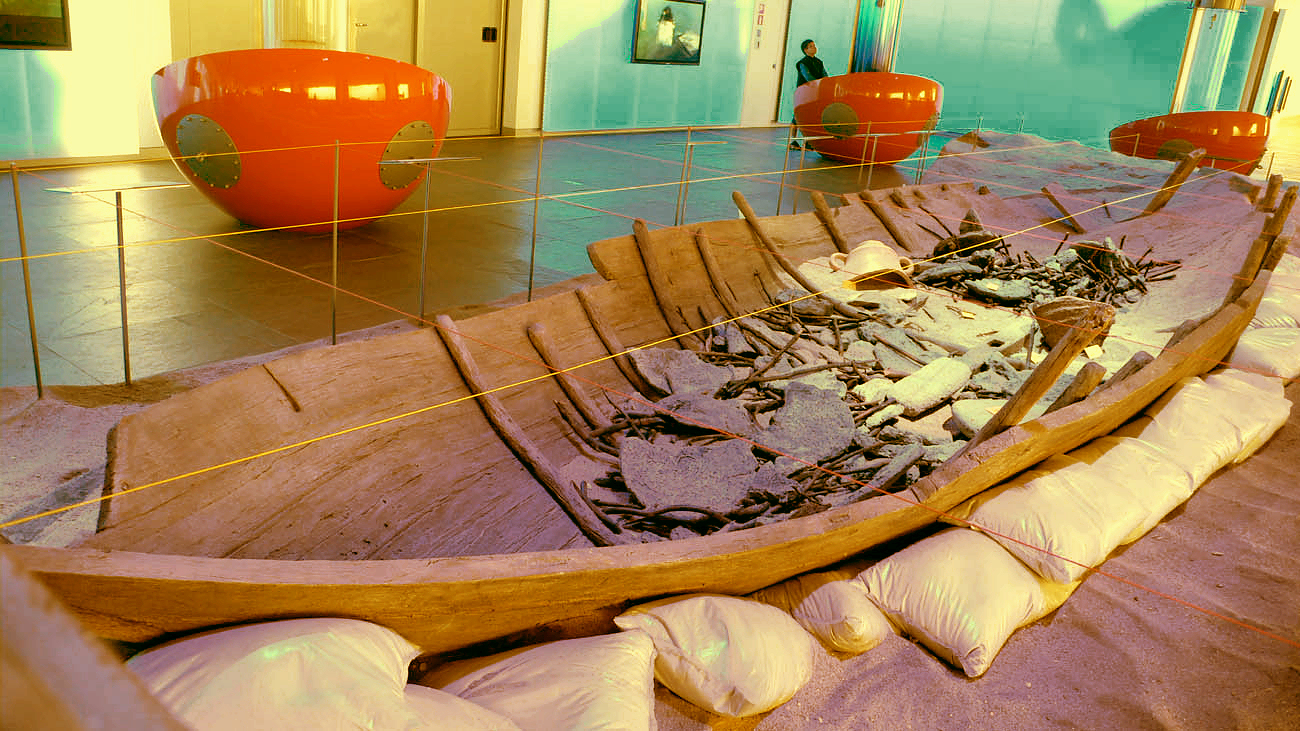
Rekonstruktion eines der beiden phönizischen Mazarrón-Schiffe
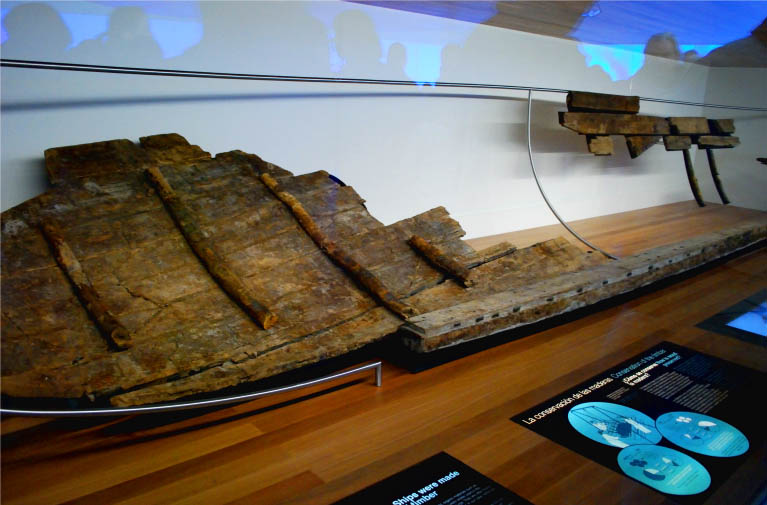
Originalreste eines Mazarrón-Schiffswracks
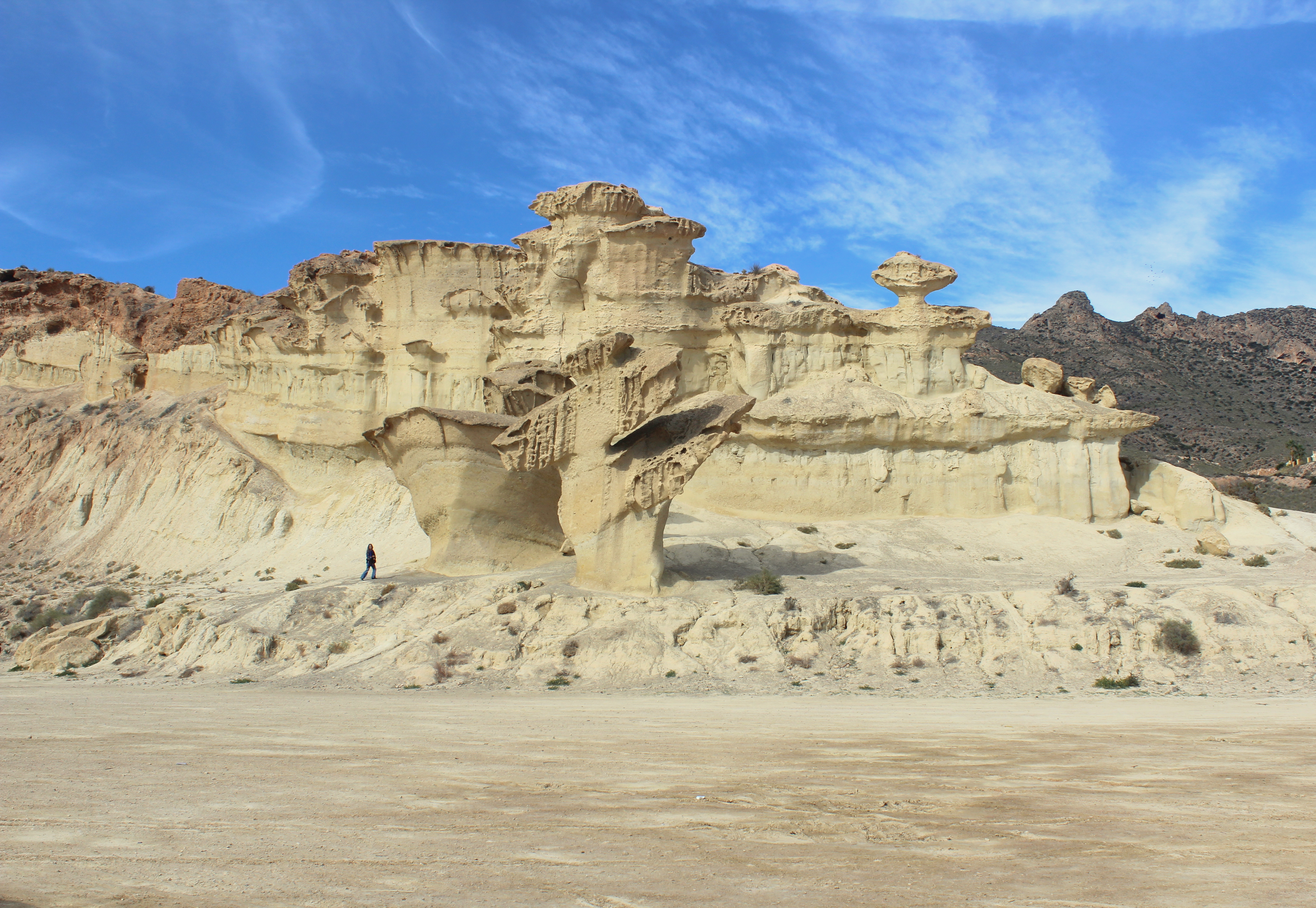
La ciudad encantada: Winderodierte Felsformationen in Bolnuevo.
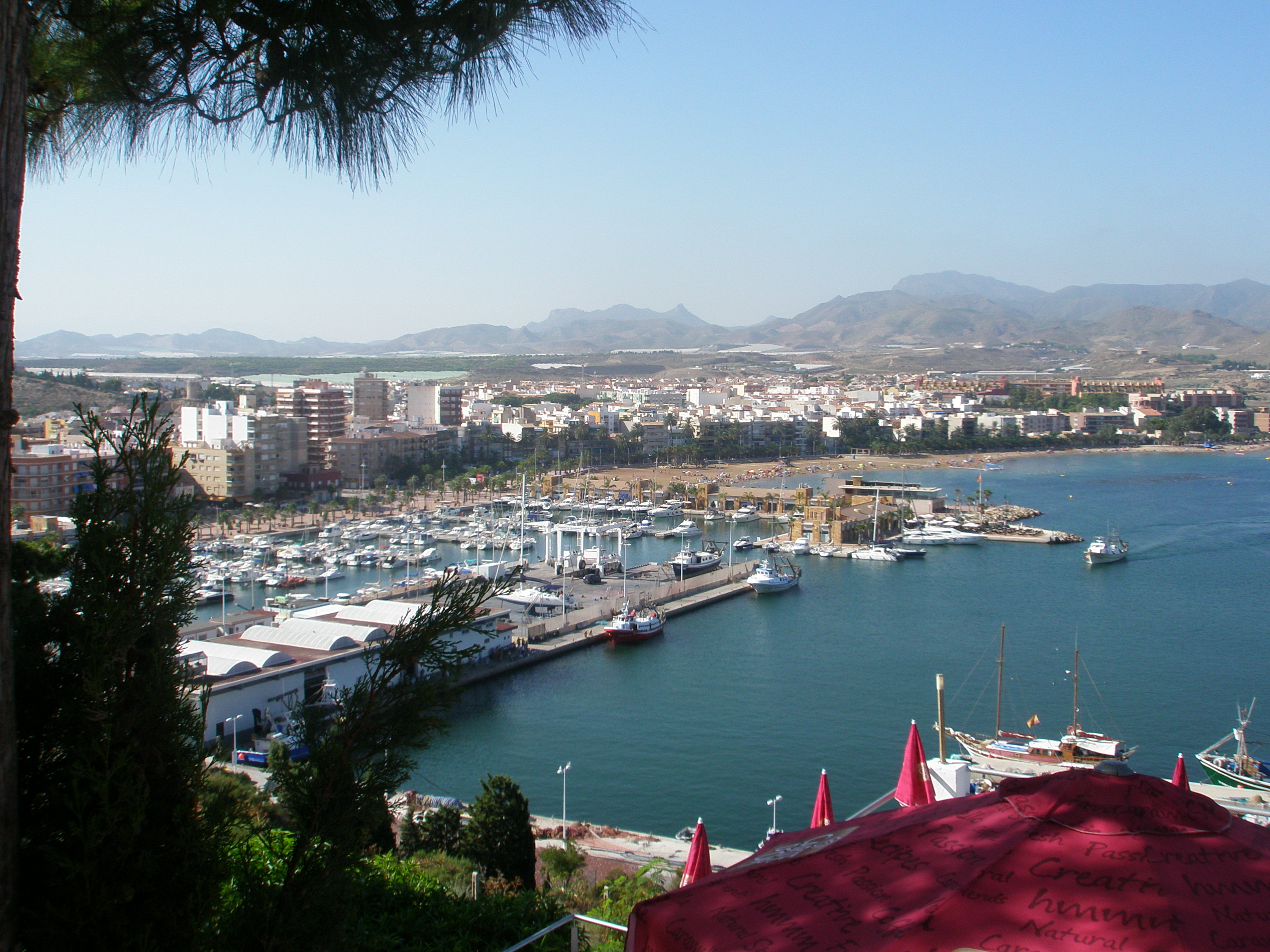
Hafen Pto.d.Mazarron

## Wirtschaft
Neben den zahlreichen touristischen Aktivitäten (Hotellerie, Gastronomie etc.) bringen auch die Gemüseanbauflächen sowie der Fischfang wirtschaftliche Einnahmen. Die zahlreichen Sandstrände (Playa del Mojón – Playa de La Raja – Playa Negra – Playa del Alamillo – Playa El Rihuete – Playa del Puerto de Mazarrón – Playa de La Isla – Playa de La Ermita – Playa de Bahía – Playa de La Reya – Playa de La Pava – Playa de Nares – Playa del Castellar – Playa de Bolnuevo – Playa del Rincón – Playa de Piedra Mala – Playa Cueva de Lobos – Playa Amarilla – Playa de La Grúa – Playa Cala de Leño - Cala Desnuda – Playa del Barranco Ancho – Playa Hondón del Fondo – Playa Cabezo de Pelea – Playa Cobaticas – Playa de Las Chapas – Playa del Ballenato – Playa de Percheles – Playa de Las Minas – Playa del Palomarico – Playa Parazuelos) in unmittelbarer Umgebung verschaffen Einnahmen durch Tauchsport, Segelsport und weitere Freizeitaktivitäten.

## Persönlichkeiten
- Irene López Heredia (1894–1962), Theater- und Filmschauspielerin
- Juan Campillo (1930–1964), Radrennfahrer
- Pedro Acosta Sánchez (* 25. Mai 2004) spanischerMotorradrennfahrer
- Julia Romera Yáñez (1916–1941), Freiheitskämpferin